# Fuente de Chapultepec
Fuente de Chapultepec es una fuente de la Ciudad de México. Se ubicación actual es una de las salidas de la estación Chapultepec del Metro de la Ciudad de México. Se trata de una fuente de estilo barroco, que siglos atrás suministró agua a parte de la población, a la iglesia de San Miguel Chapultepec y a los visitantes del bosque. Era parte uno de los dos acueductos de Chapultepec y marcaba la entrada al bosque

## Historia
En un primer momento tuvo conexión directa con el acueducto proveniente del cerro; sin embargo, el agotamiento de los manantiales y el desarrollo urbano de la ciudad obligaron a reubicarla de acuerdo con las necesidades o proyectos de cada gobierno capitalino. 
En 1921 fue trasladada cerca del acceso suroeste del bosque y se le añadieron dos alas laterales a manera de medio círculo para formar lo que se conocería como kiosco Marieta; documentos fotográficos de 1925 muestran esta localización. Fue declarada monumento histórico el 9 de febrero de 1931. Para 1970 el entorno había cambiado y se localizaba en una salida del metro; luego, con motivo de las obras de Circuito Interior, sólo la fuente fue movida por medio de rieles al sitio en que actualmente descansa.

## Placas
A pesar de las adecuaciones sufridas conserva sus placas o lápidas de tecali con la leyenda siguiente:
REYº EN LAS ES | PANAS LA CATH.A | MAG.D DEL SR DN FER | NANDO DEL VI (Q | DIOS G. DE Y EN SU NOM. E LA NUEVA | ESP.A EL
EXC.O S.R M-| ARQUEZ DE LAS| AMARILLAS SE FABRICO ESTA PILA.
SIENDO JUEZ SU-|PERIN.TE DE LAS O-|BRAS DE TARGEAS Y | ARCOS Y JVEZ DE | AGUAS EL SR. D.N JO.|SEPH ANGEL DE | CUEBAS Y AGUIRR.E REGIDOR PERPETUO | DE LA NOV. MA C.D DE| MEXICO Y.